# Ciridops anna
Ciridops anna  fue un pequeño mielero hawaiano, ahora extinto. El término Ula- ai-Hawane  se traduce como "ave roja que se alimenta de Hawane ". Fue habitante de las montañas boscosas de la Kohala , Hilo y Kona distritos de la isla de Hawái. Los restos fósiles revelan que él (y por lo menos una de las especies estrechamente relacionadas, Ciridops tenax ) también existió en un tiempo en otras islas de Hawái.

## Descripción
El tamaño medio de las aves fue de alrededor de 11 centímetros. Con respecto a los colores, el adulto fue rojo en general, mientras que la cabeza, la garganta y la espalda superior, de color gris plateado. La corona, las alas, el pecho, los hombros y la cola era negro, y las terciarias de color blanco. Las patas y el pico eran de color amarillento. Los pájaros no maduros son de color marrón con un pecho de color gris azulado, las alas y la cola negras, y una espalda de color marrón verdoso.

## Extinción
Ula-ʻ ai-Hawane se cree que se alimentaban de las semillas y flores de la Pritchardia affinis , Pritchardia beccariana, Pritchardia lanigera y Pritchardia schattaueri.  El nombre del pájaro sugiere que le gustaban los frutos verdes ( Hawane ) particularmente. La disminución de estas palmas pudo haber sellado el destino del ave. 